# Поки фронт в обороні
«Поки фронт в обороні» — радянський художній фільм 1964 року, режисера Юлія Файта за мотивами автобіографічних оповідань Юрія Нагібіна.

## Сюжет
Зима 1942 року, Волховський фронт. На передову прибуває молодий політрук Русаков з відділу контрпропаганди штабу дивізії. Разом з досвідченим фронтовиком — капітаном Шатерніковим — він веде на лінії фронту звукопересувні передачі, зі зверненнями до німецьких солдатів. Війна словом виявляється не менш складною справою, ніж війна зброєю.

## У ролях
- Ігор Косухін —  Русанов, перекладач, молодший політрук з відділу контрпропаганди
- Віктор Авдюшко —  капітан Шатерніков
- Світлана Світлична —  Катя, зв'язкова
- Володимир Бєлокуров —  Шорохов, дивізійний комісар
- Андрій Файт —  Попов, батальйонний комісар
- Георгій Жжонов —  Сергій Миколайович, батальйонний комісар
- Олександр Дем'яненко —  Рунге, німецький військовополонений унтер-офіцер
- Григорій Аронов —  німецький військовополонений офіцер
- Георгій Кульбуш —  німецький військовополонений, який в мирний час працював кранівником
- Олександр Анісімов —  Саня, водій вантажівки — пересувного пункту конртпропаганди
- Геннадій Крашенинников —  солдат, з екіпажу вантажівки — пересувного пункту контрпропаганди
- Лев Степанов —  військовий перекладач з відділу контрпропаганди
- Марія Самойлова —  військовий перекладач з відділу контрпропаганди
- Олег Хроменков —  Фрязєв, батальйонний комісар, автор неправдивої агітлистівки «Кліщі»
- Рита Гладунко —  зв'язкова
- Віра Ліпсток —  зв'язкова
- Олександр Суснін —  шофер на попутці
- Юрій Соловйов —  самостріл
- Микола Губенко —  Бур'янов, військовий, який напився
- Володимир Ліппарт —  військовий комірник
- Сергій Дрейден —  військовий у комірника
- Олег Бєлов —  солдат з телефоном в хаті
- Владислав Ковальков —  Логвін
- Володимир Костін —  комбат Чернєцов
- Володимир Волчик —  радянський офіцер на передовій
- Павло Первушин —  радянський офіцер на передовій
- Віктор Терехов —  військовий на передовій

## Знімальна група
- Режисер — Юлій Файт
- Сценарист — Юрій Нагібін
- Оператор — Володимир Чумак
- Композитор — Борис Чайковський
- Художник — Василь Зачиняєв